# The Sensational Spider-Man
The Sensational Spider-Man is een stripserie van Marvel Comics met in de hoofdrol Spider-Man. De serie liep 35 delen (#0-33, met # -1 gepubliceerd in juli 1997 tussen #17 en #18) van januari 1996 t/m november 1998.
De titel was oorspronkelijk bedoeld om geheel te draaien om Ben Reilly (de Scarlet Spider). De serie verving de Web of Spider-Man serie.
De oorspronkelijke zeven delen (#0-6, januari-juli, 1996) werden geschreven en getekend door Dan Jurgens, die al eerder in de jaren 90 DC hielp de interesse in Superman weer op te bouwen bij fans. Jurgens drong er sterk op aan dat Peter Parker weer de echte Spider-Man zou worden (rond deze tijd ging het gerucht rondde dat Peter een kloon was en Ben Reilly de echte Spider-Man zou zijn). Bob Harras, de nieuwe hoofdredacteur, stond erop dat de verhalen zouden blijven zoals ze nu waren tot na de Onslaught crossover. Jurgens raakte door de steeds veranderende ideeën en richtingen in de war en stopte met de titel.
Hij werd opgevolgd door schrijver Todd DeZago en tekenaar Mike Wieringo, die voor de rest van de serie het teken en schrijfwerk bleven doen.
In februari 2006, beginnend bij #23, werd de serie Marvel Knights Spider-Man weggehaald van de Marvel Knights serie en hernoemd tot The Sensational Spider-Man volume 2.

## Savage Land
Delen #13-15 van The Sensational Spider-Man (vol. 1) werden herdrukt als de Spider-Man: Savage Land paperbackserie (ISBN 0-7851-0563-8) in juni 1997.